# Кристиан I фон Олденбург-Делменхорст
Кристиан I фон Олденбург-Делменхорст Стари (на немски: Christian I Graf von Oldenburg-Delmenhorst der Ältere; Christian VI von Delmenhorst; * пр. 1294; † между 23 юли 1354 и 18 януари 1355) от фамилията Олденбург е граф на Олденбург и Делменхорст.

## Произход и управление
Той е син на граф Ото II фон Олденбург-Делменхорст († 1304) и съпругата му Ода фон Щернберг, дъщеря на граф Хайнрих I фон Шваленберг-Щернберг († 1279) и дъщеря на граф Хайнрих I фон Волденберг († 1251) и София фон Хаген († 1251/1261). Майка му е сестра на Конрад II фон Щернберг († 1277), архиепископ на Магдебург (1266 – 1277). Братовчед е на Ото I фон Олденбург († 1348), архиепископ на Бремен (1344 – 1348). Внук е на граф Йохан I фон Олденбург († 1270/1272) и Рихца фон Хоя († 1270), дъщеря на граф Хайнрих II фон Хоя († 1290).
Кристиан I управлява Делменхорст след смъртта на баща му заедно с брат си граф Йохан I фон Олденбург-Делменхорст (III) († 1348).

## Фамилия
Първи брак: ок.1315 г. с Лутгардис фон Бронкхорст, дъщеря на Гизберт фон Бронкхорст. Те нямат деца.
Втори брак: на 16 февруари 1317 г. с Елизабет фон Мекленбург-Росток, дъщеря на принц Николаус 'Детето' фон Мекленбург-Росток († 1314) и Маргарета Померанска († 1334). Те имат децата:
- Юта фон Делменхорст, омъжена 1350 г. за граф Герхард III фон Хоя († 1383)
- Ото III фон Делменхорст († 1373), каноник в Бремен
- Йохан фон Делменхорст († сл. 1359), каноник, епископ на Кьолн
- Кристиан IX фон Делменхорст (* пр. 1340; † сл. 1367, Бремен), граф на Делменхорст, приор на Св. Вилехади
- Вацлав фон Делменхорст († 1358/20 септември 1379), каноник във Верден